# Alfred Preißler
Alfred „Adi” Preißler (ur. 9 kwietnia 1921 w Duisburgu, zm. 17 lipca 2003 tamże) – niemiecki piłkarz grający na pozycji napastnika, trener piłkarski.

## Kariera
Rozpoczynał karierę w barwach klubu z rodzinnego Duisburga – DSC 1900. W wieku 20 lat przeniósł się do WSG Minden, gdzie grał do końca wojny. Po wojnie grał kolejno w SuS Kaiserau, SV Husen 13 i w końcu w lipcu 1946 roku trafił do Borussii Dortmund. Grał w tym klubie przez 3 lata, by na rok przenieść się do Preußen Münster. Po zdobyciu z Preußen wicemistrzostwa powrócił do Dortmundu, gdzie grał przez kolejnych 8 lat przyczyniając się do wielkich sukcesów klubu z Zagłębia Ruhry. Zdobył z nią dwa mistrzostwa Niemiec (1956, 1957) oraz wicemistrzostwo (1949).
Kapitan Borussii zagrał w 249 meczach tego klubu zdobywając 174 bramki. W samych europejskich rozgrywkach Adi miał 9 bramek w 10 występach. Był dwukrotnym królem strzelców ligi zachodniej (w 1949 z 25 bramkami i w 1950 z 24 bramkami). Razem z Alfredem Kelbassą oraz Alfredem Niepieklo tworzył słynny atak Borussii, zwany atakiem trzech Alfredów (Drei Alfredos). Jako trener wprowadził Rot-Weiss Oberhausen do Bundesligi, w której drużyna ta utrzymała się przez 4 lata, a po odejściu Adiego i przejęciu posady trenera przez Heinza Muracha spadła do niższej ligi.
Zmarł w rodzinnym Duisburgu w wieku 82 lat.

## Reprezentacja
Preißler zagrał w reprezentacji dwukrotnie (przeciwko Austrii oraz Irlandii).

## Kluby
Jako piłkarz
- DSC 1900 Duisburg (1929–1941),
- WSG Minden (-1945),
- SuS Kaiserau (1945),
- SV Husen 13 (1945–46),
- Borussia Dortmund (1946–1949),
- Preußen Münster (1950–1951),
- Borussia Dortmund (1951–1959)

Jako trener
- Borussia Neunkirchen (1960–1962),
- FK Pirmasens (1962–1965),
- Wuppertaler SV (1965–1968),
- Rot-Weiß Oberhausen (1968–1971),
- Borussia Neunkirchen (1971–1973),
- Rot-Weiß Oberhausen(1974–1975).